# Cneo Cornelio Léntulo Clodiano

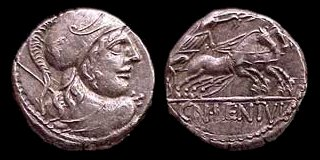
Denario de Cneo Cornelio Léntulo Clodiano
Anverso:Busto de Marte con yelmo
Reverso:Victoria conduciendo una biga. CN.LENTVL

Cneo o Gneo Cornelio Léntulo Clodiano  fue un político y militar romano. Aunque nacido en la gens Claudia, fue adoptado por un Cornelio Léntulo, probablemente por el cónsul del año 97 a. C. Cneo Cornelio Léntulo.

## Carrera política
En 72 a. C. alcanzó el consulado con Lucio Gelio Publícola, un año después de que se iniciara el levantamiento de Espartaco.
Ambos cónsules presentaron varias leyes importantes, una de las cuales daba la ciudadanía romana a los que habían permanecido leales a Roma durante las guerras sertorianas, ratificando la concesión entregada ya por Cneo Pompeyo, y otra, que las personas ausentes en las provincias no podían ser acusadas de delitos capitales. Esta ley fue dictada con la intención de proteger a Estenio de Thermae (Sicilia) de las maquinaciones de Cayo Verres. Léntulo también aprobó una ley para exigir el pago de los que habían recibido concesiones de tierras públicas durante la dictadura de Sila.
Los hombres de Léntulo combatieron a Espartaco cuando este marchó hacia el norte, con la esperanza de que Gelio cerrara la retirada en el sur y atraparle. No obstante, Espartaco aplastó a los soldados de Clodiano en los Apeninos y después a los de Gelio.
Cuando las noticias de la debacle alcanzaron la capital el Senado decidió conceder el mando a Marco Licinio Craso.
En 70 a. C. Gelio y Clodiano alcanzaron la censura, y en su periodo expulsaron del senado a sesenta y cuatro miembros por conducta inapropiada, entre los cuales estaba Publio Cornelio Léntulo Sura y Cayo Antonio Híbrida, después colega de Cicerón en el consulado. Sin embargo, la mayoría de los expulsados fueron absueltos por los tribunales y restaurados en sus cargos. Llevaron a cabo el lustrum y en el cual se determinó una población en torno a 450 000 ciudadanos.
Fue después, como Gelio, legado de Pompeyo en su lucha contra los piratas y se encargó de la flota del mar Adriático (67-66 a. C.). Apoyó la lex Manilia, en donde se consignaba el mando a Pompeyo para conducir la lucha contra Mitrídates VI Eupator.
Como orador, ocultaba su falta de talento según Cicerón, con gran habilidad y arte, y gracias a su buena voz.